# Валир (Монтана)
Валир (енгл. Valier) град је у америчкој савезној држави Монтана.

## Демографија
По попису из 2010. године број становника је 509, што је 11 (2,2%) становника више него 2000. године.
| Група             | 2000.       | 2010.       |
| Белци             | 459 (92,2%) | 443 (87,0%) |
| Афроамериканци    | 0 (0,0%)    | 0 (0,0%)    |
| Азијати           | 0 (0,0%)    | 3 (0,6%)    |
| Хиспаноамериканци | 6 (1,2%)    | 5 (1,0%)    |
| Укупно            | 498         | 509         |